# St. Maria – Berliner Süden

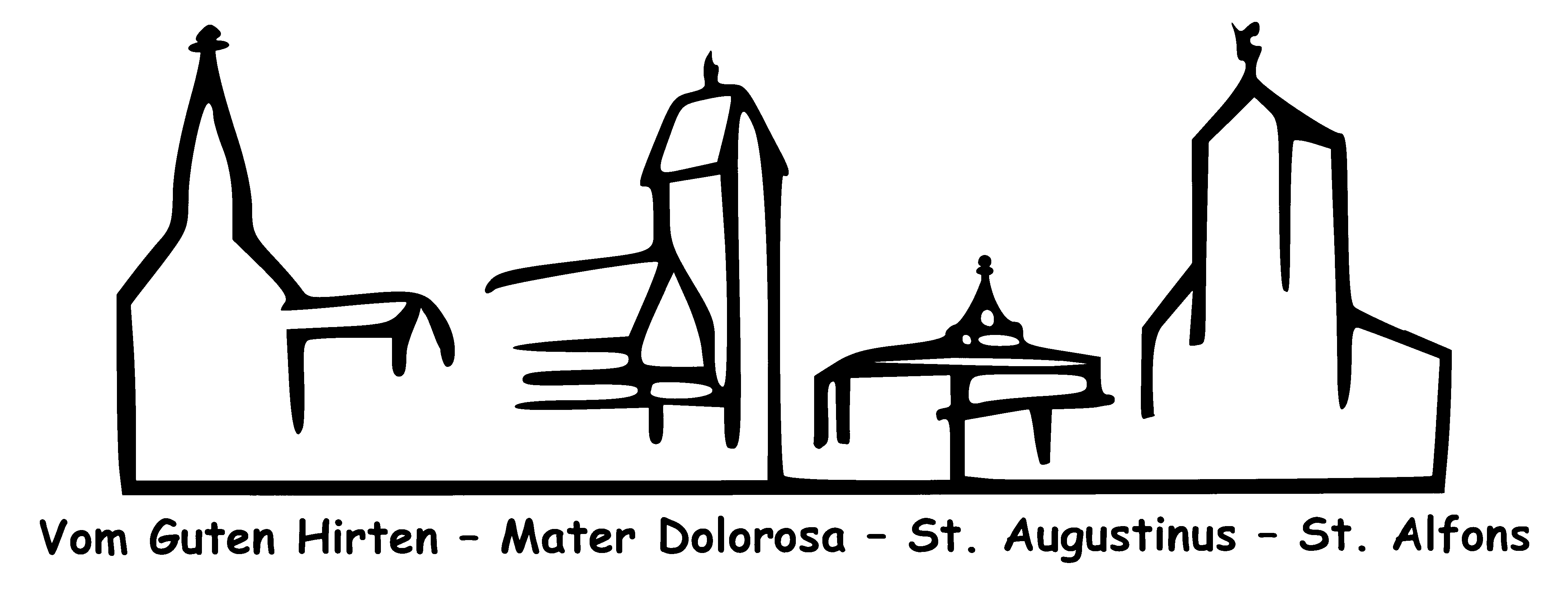
Logo des Pastoralen Raumes Lankwitz-Marienfelde

Die Pfarrei St. Maria – Berliner Süden ist eine Organisationseinheit im Erzbistum Berlin mit gut 9000 Katholiken.

## Lage

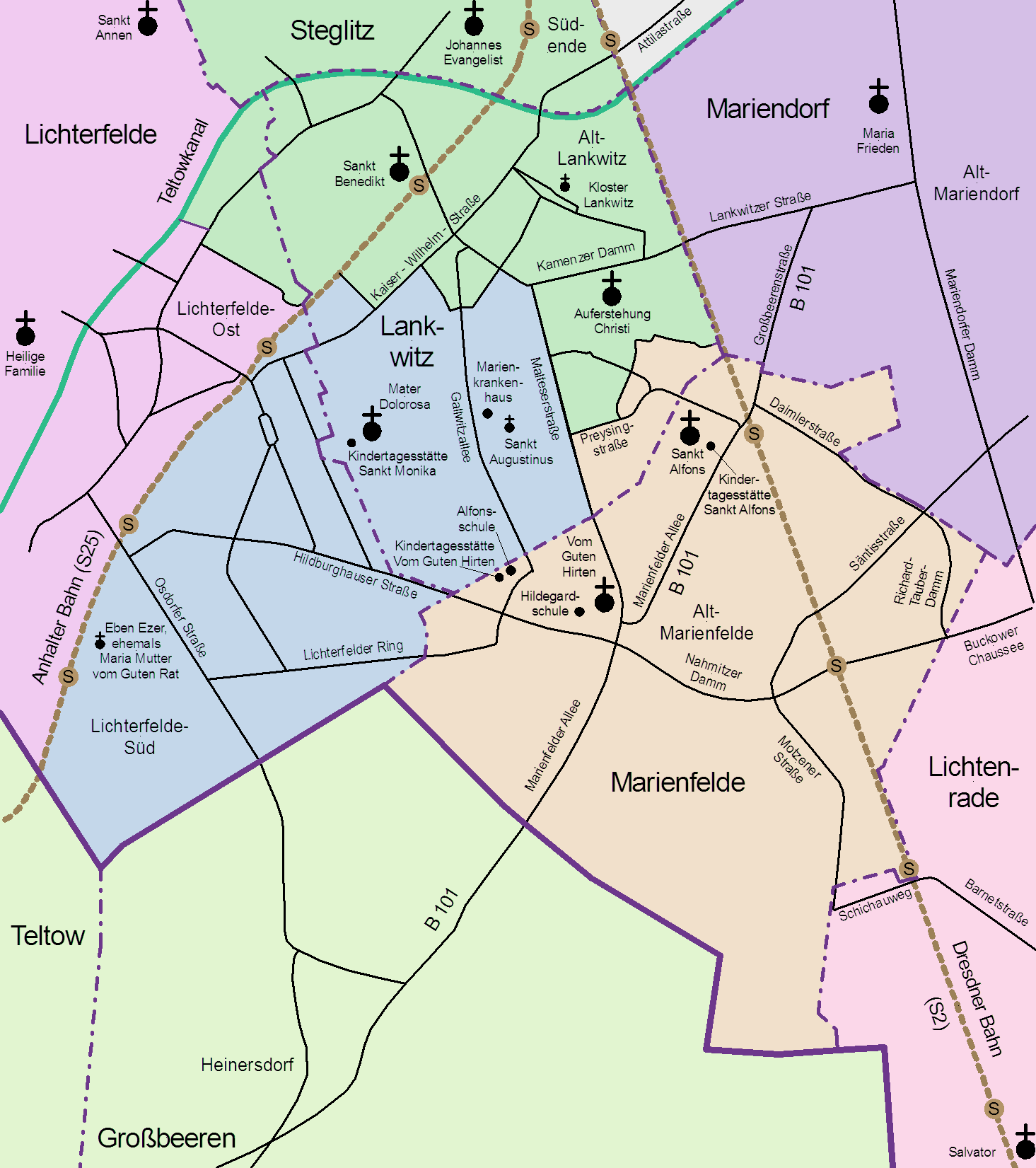
Der Pastorale Raum Lankwitz-Marienfelde

Das Territorium im Süden von Berlin hat eine Fläche von 14,5 Quadratkilometern. Der Pastorale Raum grenzt im Süden an das Bundesland Brandenburg mit den Gemeinden Teltow und Großbeeren, im Westen in Lichterfelde entlang der S-Bahn-Linie S25 an den Pastoralen Raum Berliner Südwesten, im Norden in Lankwitz an den Pastoralen Raum Steglitz-Lankwitz-Dahlem und im Osten an den Pastoralen Raum Lichtenrade-Buckow-Mariendorf-Tempelhof mit den beiden Ortsteilen Mariendorf und Lichtenrade.

## Orte kirchlichen Lebens
Die Pfarrei umfasst neben den bisherigen Gemeinden zahlreiche „Orte kirchlichen Lebens“, die in den Sozialraum eingebunden sind und eigenständig agieren, aber zugleich kirchlich sind und so Menschen die Möglichkeit geben, mit Kirche in Berührung zu kommen:
Dazu gehören die beiden katholischen Schulen Sankt Alfons und Sankt Hildegard sowie das Sankt-Marien-Krankenhaus und das benachbarte Kloster Sankt Augustinus der Marienschwestern von der Unbefleckten Empfängnis (SMI). Ferner gibt es drei katholische Kindertagesstätten sowie mehrere Einrichtungen des Deutschen Caritasverbands und die Katholische Arbeitsgemeinschaft für Soldatenbetreuung (KAS).
Die Kolpingfamilie Berlin-Marienfelde, die Deutschen Pfadfinderschaft Sankt Georg (Stamm Don Bosco) und eine Gruppe der Katholischen Frauengemeinschaft Deutschlands sind ebenfalls im Pastoralen Raum aktiv.
Das kirchliche Leben wird durch zwei rechtsfähige Stiftungen gefördert, die Stiftung Maria Immaculata für das Sankt-Marien-Krankenhaus und die Stiftung Mater Dolorosa Berlin-Lankwitz.

Kirchen im Pastoralen Raum
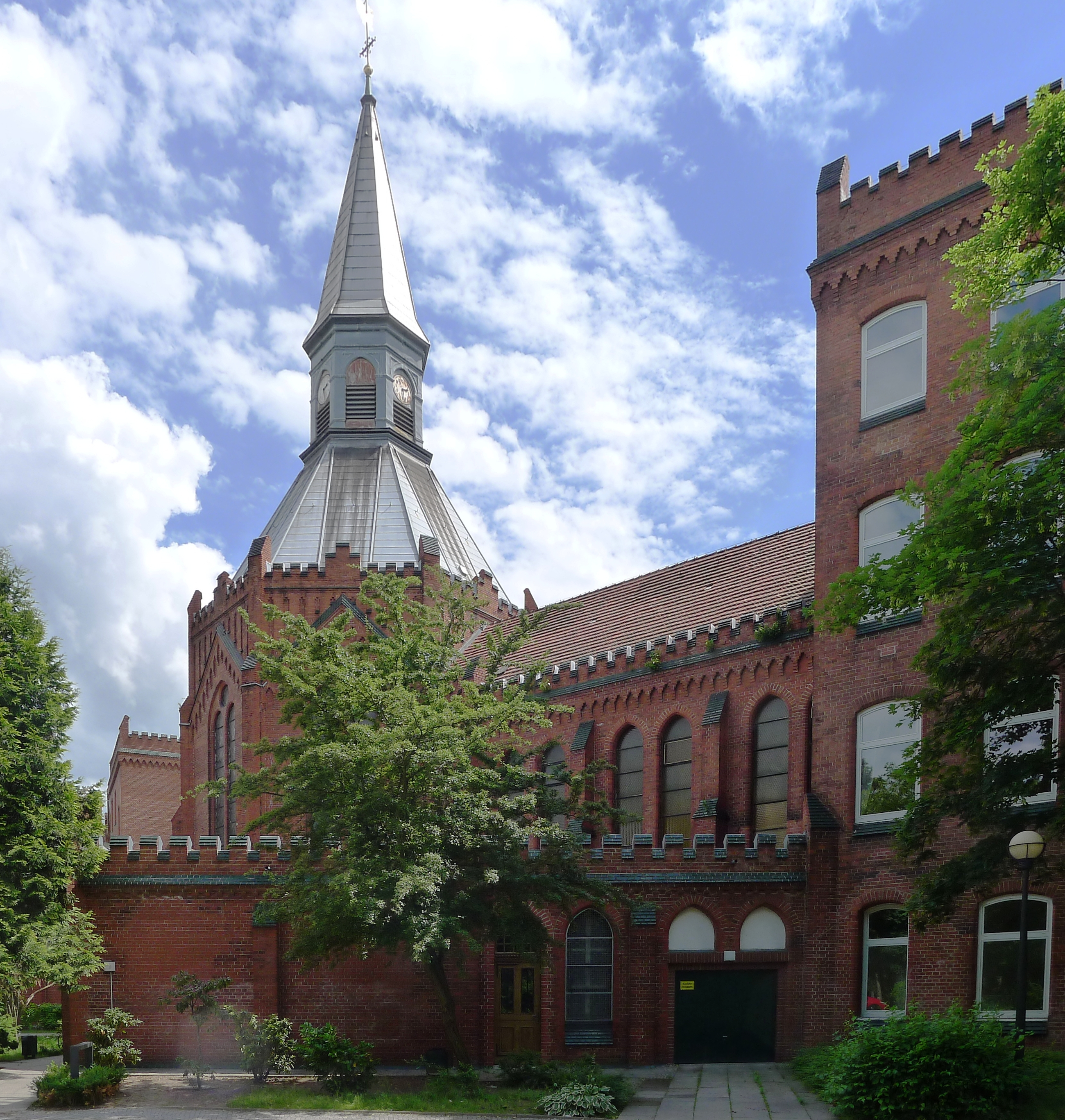
Vom Guten Hirten
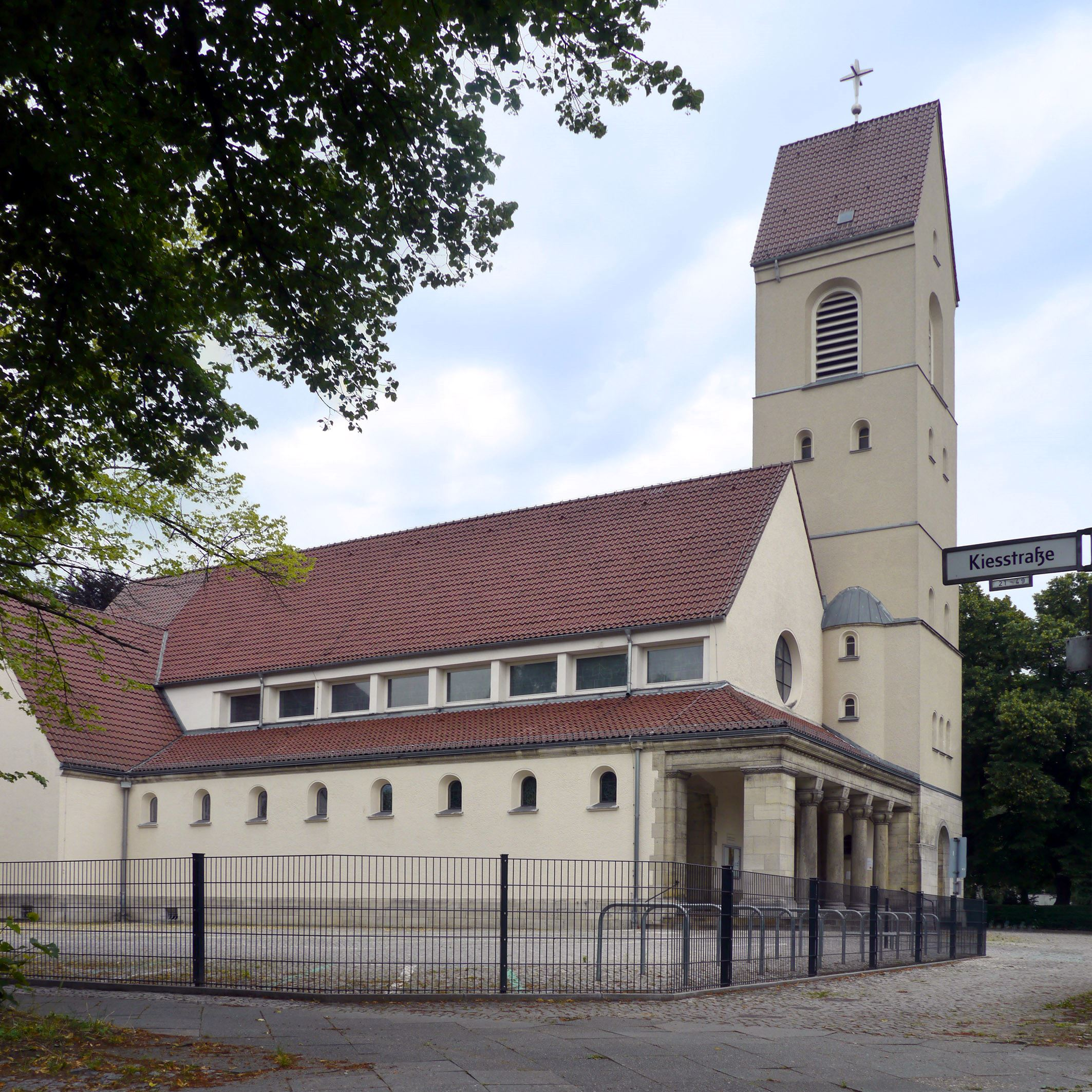
Mater Dolorosa
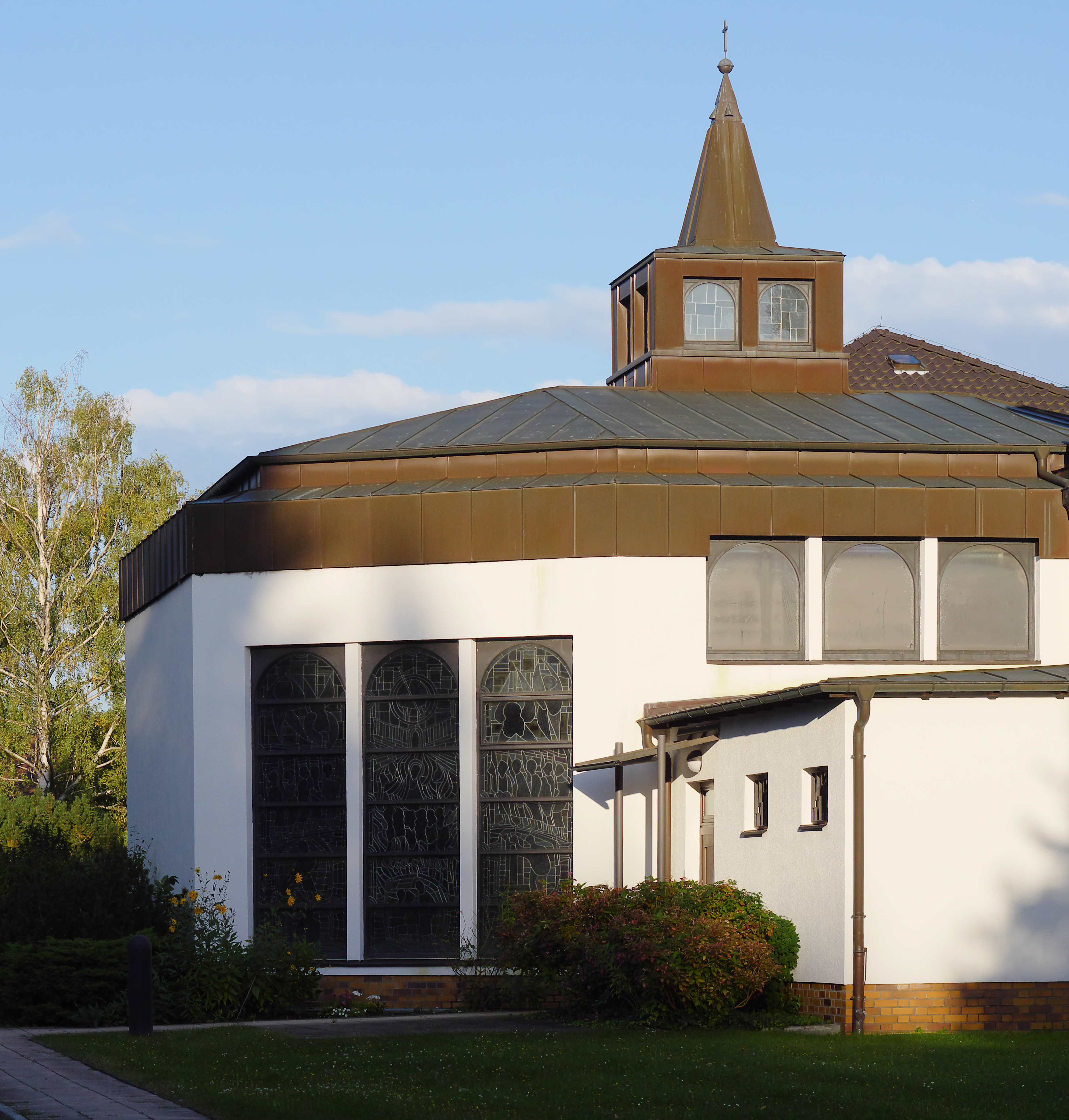
Kloster Sankt Augustinus
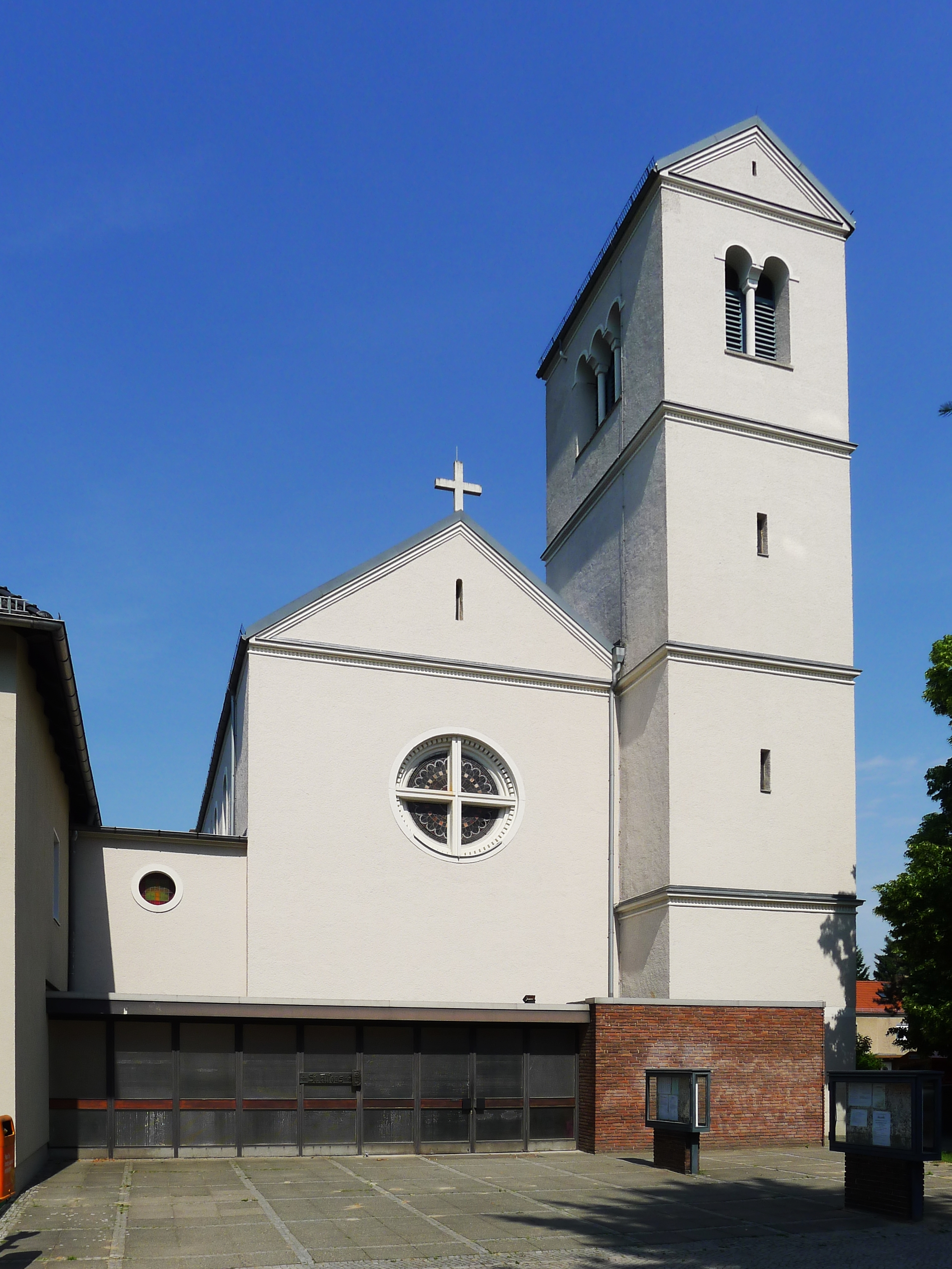
Sankt Alfons

## Entwicklung

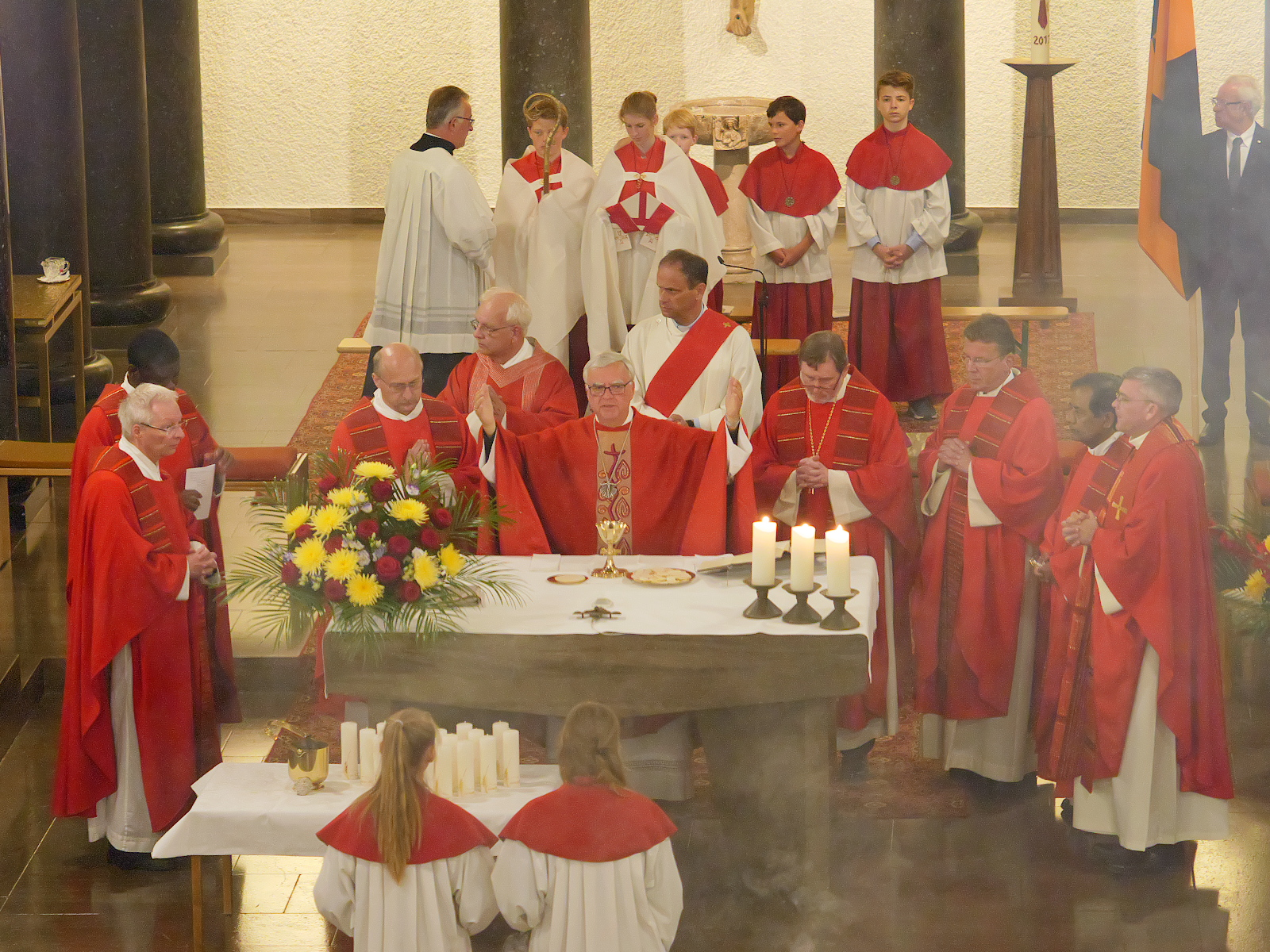
Pontifikalamt in der Pfarrkirche Mater Dolorosa mit Erzbischof Heiner Koch (Bildmitte) am 14. September 2017. Rechts neben ihm Weihbischof Matthias Heinrich und Generalvikar Manfred Kollig.

Als Folge der Finanzkrise im Erzbistum Berlin im Jahr 2003 waren bis 2009 unter Georg Kardinal Sterzinsky bereits viele Pfarrgemeinden im Erzbistum fusioniert. Erzbischof Rainer Maria Kardinal Woelki rief 2012 mit seinem Adventhirtenbrief unter dem Motto Wo Glauben Raum gewinnt zur Bildung von Pastoralen Räumen mit noch größeren Strukturen auf.
Der Pastorale Raum Lankwitz-Marienfelde ging in Vorbereitung der Gründung der neuen katholischen Pfarrei am 1. August 2013 in seine Findungsphase. Hierzu gehörten die beiden ehemaligen Pfarreien Mater Dolorosa im Berliner Ortsteilen Lankwitz und der benachbarten Ortslage Lichterfelde-Süd und Vom Guten Hirten im Berliner Ortsteil Marienfelde, zu der auch die Kirche Sankt Alfons gehört.
Am 20. Februar 2017 wurde die Bildung des Pastoralen Raumes Lankwitz-Marienfelde entschieden, der am 14. September 2017 mit einem Pontifikalamt mit Erzbischof Heiner Koch in der Kirche Mater Dolorosa eröffnet wurde und in die Entwicklungsphase trat.
Die Entwicklungsphase endete am 31. Dezember 2021 mit der Bildung der Großpfarrei St. Maria – Berliner Süden durch Fusion der bestehenden Pfarreien.